# Kreditrisiko
Kreditrisiko (oder Adressrisiko, Adressenausfallrisiko oder Ausfallrisiko) ist ein im Finanz- und Kreditwesen verwendeter Begriff, worunter allgemein die Gefahr verstanden wird, dass ein Kreditnehmer die ihm gewährten Kredite nicht oder nicht vollständig vertragsgemäß zurückzahlen kann oder will. Allgemein ist das Kreditrisiko für Kreditinstitute die bedeutendste Risikoart. Bei Nichtbanken wird synonym vom Debitorenrisiko gesprochen.

## Allgemeines
Das Kreditrisiko gehört neben dem Marktrisiko und operationellen Risiko zu den Hauptrisiken der Kreditinstitute. Risikoanalyse, Risikomessung und Risikosteuerung sind deshalb wesentliche Aufgaben des Risikomanagements der Kreditinstitute, um die Risikotragfähigkeit jederzeit gewährleisten zu können.

## Systematik
Bei der Abgrenzung einzelner Unterbegriffe zum allgemeinen Begriff des Kreditrisikos ist zwischen der bankbetrieblichen und der bankaufsichtsrechtlichen Perspektive zu trennen, weil beide in ihrer teilweise sehr unterschiedlichen Betrachtungsweise andere Abgrenzungen vornehmen.

### Bankbetriebliche Perspektive
Der bankbetriebliche Risikobegriff wird wegen der Interdependenzen und Überschneidungen innerhalb einzelner Risikoarten in der Literatur nicht einheitlich verwendet. Hans Büschgen will den Begriff des Kreditrisikos auf das Bonitätsrisiko, also den insolvenzbedingten Ausfall eines Schuldners, eingeengt wissen. Für ihn umfasst das Kreditrisiko erst im weiteren Sinne auch die Eindeckungsrisiken etwa im Bereich der Termingeschäfte. Die Eingrenzung des Kreditrisikos auf Bonitäts- und Besicherungsrisiken des Kreditgeschäfts ist weit verbreitet. Eine herrschende Meinung besteht deshalb nur in Grundfragen der einzelnen Risikobegriffe, deren gegenseitige Abgrenzung ist jedoch bereits umstritten.
Der bankbetriebliche Begriff des Kreditrisikos ist umfassender als bei der bankaufsichtsrechtlichen Sichtweise und beschreibt mögliche Wertverluste, die durch eine Verschlechterung der Bonität des Schuldners oder gar durch dessen Zahlungsunfähigkeit entstehen. In dieser weiten Definition werden auch das Emittenten-, Beteiligungs- und das Besicherungsrisiko hiervon erfasst. Am weitesten ist in der Bankpraxis der Begriffsumfang des Kreditrisikos bei Universalbanken. Denn hier werden neben dem klassischen Kreditrisiko auch die Kontrahentenrisiken aus Handelsgeschäften sowie das Emittentenrisiko und das Länderrisiko als Adressenausfallrisiko verstanden.

#### Emittentenrisiko
Emittentenrisiko ist die Gefahr von Bonitätsverschlechterungen oder Ausfall eines Emittenten oder eines Referenzschuldners. Es entsteht durch den Kauf von Wertpapieren für den Eigenbestand der Kreditinstitute, bei Wertpapieremissions- und -platzierungsgeschäften (in der Phase der Syndizierung und des Underwritings) sowie bei Kreditderivaten mit einem Emittenten-Underlying (beim Credit Default Swap für den sogenannten Protection Seller). Betroffen sind neben den klassischen Aktien, Schuldverschreibungen, Schuldscheindarlehen und Zertifikaten auch Aktienanleihen und Wandelanleihen jeweils mit ihrer Anleihekomponente.

#### Beteiligungsrisiko
Das Beteiligungsrisiko ähnelt dem Kreditrisiko, weil es aus der Gefahr besteht, dass die von einem Kreditinstitut eingegangenen Beteiligungen zu potenziellen Verlusten (aufgrund von Dividendenausfall, Teilwertabschreibungen, Veräußerungsverlusten oder Verminderung der stillen Reserven) aus bereitgestelltem Eigenkapital, aus Ergebnisabführungsverträgen (Verlustübernahmen) oder aus Haftungsrisiken (z. B. Patronatserklärungen) führen können. Das Beteiligungsrisiko erstreckt sich sowohl auf strategische Beteiligungen (im banknahen Bereich) als auch auf operative Beteiligungen (im Nichtbankensektor).

#### Besicherungsrisiko
Das Besicherungsrisiko besteht aus der Gefahr, dass die zur Besicherung eines Kredits hereingenommenen Kreditsicherheiten während der Kreditlaufzeit teilweise oder ganz eine Wertminderung erleiden und deshalb zur Abdeckung der Kredite nicht ausreichen oder sogar überhaupt nicht beitragen können. Zur Verminderung dieses Besicherungsrisikos werden vom Wert der hereingenommenen Kreditsicherheiten durch Verwendung von Beleihungswerten und Beleihungsgrenzen prozentuale Abschläge (englisch haircuts) vorgenommen, durch welche die Höhe der möglichen Kreditgewährung begrenzt wird. Rechtsrisiken sind nicht Bestandteil des Besicherungsrisikos, sondern gehören zu den operationellen Risiken des allgemeinen Bankbetriebs.

### Abgrenzungen zu anderen Risiken
Nicht mehr zum Kreditrisiko im engeren Sinne gehören bankbetrieblich die Länder- und Transferstopprisiken, die Kontrahentenrisiken und die Wiedereindeckungsrisiken. Hiernach wird das Länder- und Transferstopprisiko nicht den Kreditrisiken zugerechnet. Die Risikoarten Länder- und Transferstopprisiko, Kontrahenten- und Wiedereindeckungsrisiko werden in Kreditinstituten organisatorisch ganz anders überwacht und gesteuert als die Kreditrisiken im engeren Sinne. Insbesondere bei diesen Risikoarten werden Begriffsinhalte und Begriffsumfang in der Fachliteratur sehr unterschiedlich verwendet. Mit entscheidend für die Abgrenzung und die Zuordnung dieser Teilrisiken ist deren Organisation der Steuerung und Überwachung in Kreditinstituten.

#### Länder- und Transferstopprisiko
Unter dem Länder- und Transferstopprisiko werden sämtliche Gefahren subsumiert, die den Ausfall oder das Moratorium eines Staates betreffen, in welchem ein Kreditnehmer seinen Geschäftssitz hat. Es kann bei grenzüberschreitenden Zahlungen infolge der Zahlungsunwilligkeit (politisches Risiko) und/oder der Zahlungsunfähigkeit (wirtschaftliches Risiko) eines Staates entstehen und bildet deshalb eine eigenständige, durch Gläubiger und Kreditnehmer nicht zu beeinflussende, übergeordnete Risikosphäre. Ist ein anderer Staat (oder unter Umständen dessen Untergliederungen) jedoch selbst der Schuldner (in eigener Inlandswährung), ist das Länder- und Transferstopprisiko identisch mit dem Kreditrisiko- oder Emittentenrisiko-Begriff.

#### Kontrahentenrisiko
Mit Kontrahentenrisiko (englisch counterparty risk) wird das Risiko des Ausfalls eines professionellen Marktteilnehmers (Kontrahent; der Begriff dient in diesem Zusammenhang als Gegenbegriff zu Kunde) bezeichnet. Das Kontrahentenrisiko heißt in der Kapitaladäquanzverordnung Gegenparteiausfallrisiko, da hier das englische Wort (englisch counterparty) nicht mit ‚Kontrahent‘, sondern mit ‚Gegenpartei‘ übersetzt wurde. Es ist nach Art. 272 Nr. 1 CRR definiert. Das Kontrahentenrisiko umfasst neben dem klassischen Kreditrisiko – z. B. aus Geldmarktgeschäften – insbesondere auch die Ausfallrisiken, die aus Derivatepositionen oder bei der Abwicklung von Finanztransaktionen entstehen.
Während der Laufzeit eines Derivatgeschäftes besteht das so genannte Wiedereindeckungsrisiko (englisch pre-settlement risk). Damit wird das Risiko bezeichnet, dass ein Geschäftspartner ausfällt, während ein mit ihm abgeschlossenes Derivatgeschäft wirtschaftlich einen positiven Wert hat. Der überlebende Geschäftspartner verliert den wirtschaftlichen Vorteil und muss ein etwaiges Ersatzgeschäft (die Wiedereindeckung) zu für ihn ungünstigeren Konditionen vornehmen.
Um die Wiedereindeckungsrisiken zu verringern, vereinbaren professionelle Marktteilnehmer Derivatgeschäfte normalerweise unter Rahmenverträgen, die Aufrechnungsvereinbarungen (englisch netting agreements) beinhalten. Bei Ausfall eines Partners werden die gegenseitigen Forderungen aus allen unter dem Rahmenvertrag abgeschlossenen Geschäften miteinander verrechnet, so dass das Wiedereindeckungsrisiko nur noch in Höhe des verbleibenden Restbetrages besteht. Darüber hinaus wird teilweise über so genannte Besicherungsanhänge (englisch credit support annexes) zusätzlich das wechselseitige Stellen von Sicherheiten vereinbart, um das Risiko weiter zu verringern.
Die Bedeutung von Kontrahentenrisiken im Derivatgeschäft wurde während der Finanzmarktkrise 2007 beim Beinahezusammenbruch der American International Group (AIG) deutlich. Die AIG war in großem Umfang als Sicherungsgeber in Credit Default Swaps aufgetreten.
Die Erfüllung fälliger Kassa- und Derivatgeschäfte führt zu den so genannten Abwicklungs- oder Settlementrisiken. Deren Charakter unterscheidet sich danach, wie die Abwicklung vorgenommen wird. Zur Risikominderung werden Geschäfte teilweise über eine Clearingstelle geleitet, die als Vertreter beider Parteien operiert und das jeweilige Geschäft erst dann Zug um Zug abwickelt (auch englisch delivery versus payment), wenn beide Parteien die zur Abwicklung des Geschäfts notwendigen Vermögenswerte zur Verfügung gestellt (angeschafft) haben (so genanntes „Matching“). So nimmt eine Clearingstelle für Wertpapiere die Vermögensüberträge bei einem Wertpapierkauf erst dann vor, wenn der Käufer den Kaufpreis und der Verkäufer die Wertpapiere bei der Clearingstelle angeschafft haben. Das Abwicklungsrisiko reduziert sich dann auf ein kurzfristiges Wiedereindeckungsrisiko: Fällt ein Kontrahent aus, muss der andere Kontrahent ebenfalls nicht leisten. Sein Risiko reduziert sich darauf, dass er ein Ersatzgeschäft abschließen muss und sich während der Abwicklungsfrist der Kurs zu seinen Ungunsten verändert hat.
Dieses Restrisiko kann praktisch ausgeschaltet werden, wenn zum Clearing ein Zentraler Kontrahent tritt. Die Geschäftspartner leisten dann nicht mehr direkt aneinander. Vielmehr tritt der zentrale Kontrahent als Intermediär zwischen sie, der unabhängig vom etwaigen Ausfall eines Geschäftspartners erfüllt. Diese Möglichkeit der Risikominderung besteht über das System des Continuous Linked Settlement.
Wird nicht Zug um Zug abgewickelt, spricht man von einem Franko-Valuta-Geschäft (englisch free of payment). Beide Kontrahenten veranlassen die Erfüllung ihrer Verpflichtung unabhängig voneinander. Fällt einer der Kontrahenten aus, kann es sein, dass der andere bereits geleistet hat, er dafür aber keine Gegenleistung erhält (Erfüllungsrisiko). Bei Franko-Valuta-Geschäften besteht das Abwicklungsrisiko also im Wesentlichen in Höhe des zu leistenden Betrages, hat also eine viel größere Schadenshöhe als bei einer Zug-um-Zug-Abwicklung. Im Devisenhandel spricht man dabei auch vom Herstatt-Risiko.
Wiedereindeckungsrisiken aus Derivattransaktionen und Abwicklungsrisiken sind Begleiteffekte aus dem Bankgeschäft. Anders als bei klassischen Kreditrisiken aus dem Firmenkundengeschäft werden diese nicht gezielt zur Ertragsgenerierung eingegangen. Vielmehr sind sie ähnlich wie operationelle Risiken eine unvermeidliche Folge aus dem Betreiben bestimmter Geschäftsaktivitäten.

### Bankaufsichtsrechtliche Perspektive
Die Behandlung von Kreditrisiken ist für Kreditinstitute in Deutschland durch das Kreditwesengesetz sowie davon abgeleitete Verordnungen (insbesondere die Kapitaladäquanzverordnung (englische Abkürzung CRR), die GroMiKV und die MaRisk) bankenaufsichtlich geregelt.
Zunächst hatte sich die seit Januar 2007 geltende Solvabilitätsverordnung (SolvV) eingehend mit Kreditrisiken befasst und diese als Bestandteil der übergeordneten Adressenausfallrisiken eingeordnet. Die seit Januar 2014 an Stelle der SolvV geltende CRR enthält alle mit dem Kreditrisiko zusammenhängenden Regelungen. Die CRR definiert das Kreditrisiko nicht direkt, sondern spricht davon, dass es mit der Bestandhaltung von Risikopositionen verbunden sei (Art. 1a Nr. 57, 58 CRR). Risikopositionen wiederum sind Bilanzaktiva oder außerbilanzielle Posten (Eventualverbindlichkeiten; Art. 5 Nr. 1 CRR). Diese weite Definition umfasst sowohl das Kreditrisiko aus Geldkrediten als auch aus übernommenen Eventualverbindlichkeiten eines Kreditinstituts (Kreditleihe wie Avalkredite). Außerdem werden hierunter die finanziellen Risiken der Institute aus ihren Beteiligungen subsumiert.
Ein Kreditinstitut darf keine Geschäftsverbindung mit einer Gegenpartei eingehen, ohne deren Kreditwürdigkeit beurteilt zu haben (Art. 286 Abs. 2a CRR).
Ein Abwicklungsrisiko liegt nach Art. 378 CRR vor, wenn im Fall von Geschäften, bei denen Schuldtitel, Eigenkapitalinstrumente, Fremdwährungen und Waren (mit Ausnahme von Pensionsgeschäften und Wertpapier- oder Warenverleih- und Wertpapier- oder Warenleihgeschäften) nach dem festgesetzten Liefertag noch keine Abwicklung erfolgt ist. Dann muss der Wiedereindeckungsaufwand (Differenz zwischen dem Abrechnungspreis und dem aktuellen Marktwert) ermittelt werden. Das Fremdwährungsrisiko wird zwar häufig erwähnt (Art. 92 Nr. 3 CRR), aber nicht definiert. Beim Fremdwährungsrisiko handelt es sich um die Möglichkeit eines Verlustes als Folge von Wechselkurs- oder Paritätsänderungen.
Das Vorleistungsrisiko besteht Art. 379 CRR zufolge für eine Bank dann, wenn sie Finanzinstrumente bezahlt hat, bevor sie deren Lieferung erhalten hat oder umgekehrt oder bei grenzüberschreitenden Geschäften, wenn seit der Zahlung bzw. Lieferung mindestens ein Tag vergangen ist. Der Unterschied zwischen Abwicklungs- und Vorleistungsrisiken besteht darin, ob beide Vertragspartner (noch) nicht geleistet haben, obwohl sie zur Leistung verpflichtet waren (Abwicklungsrisiko) oder ob lediglich ein Partner seiner Leistungspflicht nicht nachgekommen ist (Vorleistungsrisiko). Außerdem wird das Vorleistungsrisiko gesetzlich auf das Handelsbuch begrenzt, während sich das Abwicklungsrisiko auch auf das Anlagebuch eines Instituts erstreckt.

#### Länderrisiko
Schließlich wird unter dem Kreditrisiko auch das Länder- und Transferstopprisiko subsumiert, ohne dass dieser Begriff im Gesetz vorkommt. Hierzu stellte § 9 Abs. 1 Satz 3 SolvV a. F. lapidar fest, dass aus einem Geschäft auch mehrere Adressenausfallrisikopositionen entstehen können. Darunter ist auch zu verstehen, dass ein Kredit an einen Kreditnehmer mit Rechtssitz im Ausland zunächst ein Kreditrisiko darstellt, aber darüber hinaus auch Länder- und Transferstopprisiken die Kreditrückzahlung ganz oder teilweise verhindern können. Das ist sowohl isoliert (entweder der Kreditnehmer ist insolvent und es bestehen keine Länderrisiken oder umgekehrt) als auch kumulativ (Kreditnehmer ist insolvent und es besteht ein Transferstopp) denkbar. Dabei ist zu berücksichtigen, dass das Kreditrisiko niemals schlechter sein kann als das Länderrisiko (englisch country ceiling).
Mehrere Adressenausfallrisikopositionen entstehen auch bei Wandelanleihen, wie die BaFin in der Antwort auf eine Anfrage klarstellt. Danach bestehen Wandelanleihen mit Wandlungsrecht des Gläubigers (englisch Convertibles) aus einer bilanziellen Adressenausfallrisikoposition nach § 10 SolvV a. F. im Hinblick auf ihre Anleihenkomponente und einer derivativen Adressenausfallrisikoposition nach § 11 SolvV a. F. in Bezug auf die Optionskomponente.

#### Zusammenfassung zu Risikogruppen
Innerhalb des Kreditportfolios einer Bank kann es vorkommen, dass das Kreditrisiko eines Kreditnehmers mit dem Risiko eines oder mehrerer anderer Kreditnehmer zusammenhängt.
Eine Gruppe verbundener Kunden liegt nach Art. 4 Abs. 1 Nr. 39 Buchst. a CRR dann vor, wenn zwei oder mehrere natürliche oder juristische Personen insofern eine Einheit bilden, als eine von ihnen eine direkte oder indirekte Kontrolle über den anderen verfügt oder wenn zwischen diesen Personen Abhängigkeiten bestehen, die es wahrscheinlich erscheinen lassen, dass bei finanziellen Schwierigkeiten eines dieser Kunden auch andere Kunden in Finanzierungs- oder Rückzahlungsschwierigkeiten geraten. Daneben ist nach Art. 4 Abs. 1 Nr. 39 Buchst. b CRR eine „Risikogruppe“ zu bilden, wenn wirtschaftliche Schwierigkeiten des einen Unternehmens zu wirtschaftlichen Schwierigkeiten eines anderen Unternehmens führen (so genannter „Dominoeffekt“). Zum Umfang der Risikogruppe bestehen seitens der europäischen Aufsicht u. a. Aussagen in den CEBS (Guidelines on the implementation of the revised large exposures regime) sowie bislang in Deutschland im BaFin-Rundschreiben 8/2011 und in Österreich in der Richtlinie zur Großkreditevidenzmeldung vom September 2011. Nach letzterer wird in der Regel eine Risikogruppe vermutet, wenn eine Person Lieferungen oder Leistungen an ein anderes Unternehmen erbringt oder bezieht, die 30 % der eigenen Gesamtleistung übersteigen oder Forderungen oder Verbindlichkeiten gegenüber dem anderen Unternehmen hat, die 20 % der eigenen Bilanzsumme übersteigen, oder Verlustabdeckungszusagen, Haftungen, Garantien, Patronatserklärungen oder ähnliche Beistandserklärungen gegenüber dem anderen Unternehmen in der Höhe von mehr als 30 % des eigenen Eigenkapitals abgegeben hat. Diese Risikogruppen sind bankintern als ein einheitliches Kreditrisiko zusammenzufassen.

#### Besicherungsrisiko
Ein wesentlicher Unterschied zwischen der bankbetrieblichen und bankaufsichtsrechtlichen Systematik besteht beim Besicherungsrisiko. Darunter wird die Gefahr verstanden, dass die zur Besicherung eines Kredits hereingenommenen Kreditsicherheiten während der Kreditlaufzeit im Wert teilweise oder ganz verfallen können und deshalb nicht mehr ausreichen, um damit die Kreditforderung abzudecken. Dieses Besicherungsrisiko wird bankaufsichtlich als Kreditrisikominderungstechnik behandelt, die nicht Bestandteil des Adressenausfallrisikos ist. Etwaige rechtliche Risiken, durch welche die Kreditsicherheit aus rechtlichen Gründen nicht verwertbar sein könnte, sind auch aufsichtsrechtlich nicht Bestandteil des Besicherungsrisikos, sondern werden den operationellen Risiken nach Art. 4 Abs. 1 Nr. 52 CRR zugeordnet. Falls sich das Besicherungsrisiko verwirklicht, gehören die nicht durch Verwertungserlöse der Sicherheiten gedeckten Kreditteile zum Kreditrisiko. Ist ein Institut aus rechtlichen Gründen an der Verwertung einer Kreditsicherheit gehindert, so sind die Verluste hieraus den operationellen Risiken zuzuordnen.

## Kennzahlen zum Kreditrisiko
Der erwartete Verlust eines einzelnen Kreditengagements (Abkürzung EL von engl. expected loss), auch als Standardrisikokosten bezeichnet, kann bestimmt werden aus drei Kennzahlen, die auch in der neuen Basler Eigenkapitalvereinbarung (siehe Mindesteigenkapitalanforderungen für Kreditrisiken) eine zentrale Rolle spielen:
{\displaystyle \mathrm {EL} =\mathrm {PD} \cdot \mathrm {EaD} \cdot \mathrm {LGD} }
mit folgenden Größen:
- PD – Ausfallwahrscheinlichkeit, also die Wahrscheinlichkeit, dass der Schuldner ausfällt (Abkürzung PD von englisch probability of default)
- EaD – Ausfallkredithöhe, also die erwartete Höhe der Forderung zum Zeitpunkt des Ausfalls (Abkürzung EaD von englisch exposure at default, im Grundsatz I auch als Kreditäquivalenzbetrag bezeichnet): Die EaD umfasst aktuelle Außenstände sowie voraussichtliche zukünftige Inanspruchnahme durch den Kreditnehmer. Es ist bei Kreditlinien und Kontokorrentkrediten von besonderer Bedeutung, da die Erfahrung lehrt, dass Kreditlinien bei Ausfall häufig höher ausgelastet als im Normalfall oder gar überzogen sind.
- LGD – Ausfallverlustquote, also der Anteil vom Forderungsbetrag, der bei Ausfall voraussichtlich verloren ist (Abkürzung LGD von englisch loss given default): Zentrale Faktoren, welche den LGD beeinflussen, sind die Art und der Grad der Besicherung und die Rangstellung der Forderungen. Tendenziell ist der LGD bei hohem Besicherungsgrad und großer Werthaltigkeit der Sicherheit niedriger, bei nachrangigen Forderungen dagegen höher.

Strenggenommen ist der EL kein Risikomaß, da er den Erwartungswert des zukünftigen Verlustes aus Kreditausfällen wiedergibt und damit keine Information über die Unsicherheit bezüglich des zukünftigen Verlustes (unerwarteter Verlust, abgekürzt UL nach englisch unexpected loss) enthält. Ein Maß für die Unsicherheit ist der Value at Risk.

## Kreditrisikomanagement
Bei der Messung, Steuerung und Überwachung des Kreditrisikos werden die bankbetriebliche und aufsichtsrechtliche Perspektive weitgehend zusammengeführt. Insbesondere die SolvV und die MaRisk geben konkret die Anforderungen, Instrumente und Ziele vor, die eine einheitliche Steuerung der Kreditrisiken bei den Kreditinstituten ermöglichen sollen. Ziel der Kreditrisikosteuerung ist die jederzeitige Erfüllung der aufsichtsrechtlich geforderten Risikotragfähigkeit eines Kreditinstituts. Die Risikotragfähigkeit eines Kreditinstituts wird maßgeblich von seiner Fähigkeit bestimmt, Vermögens- oder Ergebniseinbußen aufgrund von Risikoeintritten ohne Bestandsgefährdung und ohne schwerwiegende negative Auswirkungen auf seine Geschäftsmöglichkeiten (Entwicklungsbeeinträchtigung) auszugleichen.
In diesem Sinne können unter Kreditrisikomanagement sämtliche Vorkehrungen zur Erfassung, Zusammenführung und Bewirtschaftung der mit Kreditgeschäften verbundenen Risiken verstanden werden. Die Abbildung der Auswirkungen von Risikoeintritten, der daraus resultierenden Verluste, der für die Risikoübernahme erhaltenen Entgelte sowie der Bewertungsgewinne und -verluste erfolgt dann im Jahresabschluss (Rechnungslegung).

### Ermittlung der Kreditrisiken
Das Kreditrisiko eines Instituts wird zunächst durch adäquaten Einsatz von geeigneten Ausleseverfahren aus dem gesamten Datenbestand identifiziert und dann durch Zusammenfassung der einzelnen Risikobeiträge quantifiziert, damit es als Teil des Gesamtrisikos die Grundlage für die Ermittlung der Risikotragfähigkeit bilden kann. Das Kreditrisiko wird mit Hilfe von Kennzahlen in Kredit-Ratings gemessen: Je schlechter das Rating ausfällt, desto höher ist die Wahrscheinlichkeit eines Ausfalls. Bei einer risikoorientierten Bepreisung müssen Kreditnehmer mit schlechtem Rating Aufschläge auf den Kreditzins als Risikoprämie bezahlen. Findet risikoorientierte Bepreisung nicht statt, kann es zu einer für die entsprechende Bank oder Versicherung negativen „adversen Selektion“ kommen. Adverse Selektion bedeutet: Schlechte Kreditnehmer verbleiben, gute Kreditnehmer wechseln zu einer für sie günstigeren Bank.
Im nächsten Schritt werden die einzelnen, vom jeweiligen Institut als geeignet angesehenen Unterformen der Kreditrisiken zu einer Gesamtgröße aggregiert. Ziel dieser turnusmäßigen Ermittlung ist auch die Identifizierung von Klumpenrisiken oder die negative Veränderung aufgrund verschlechterter Kreditratings.

### Steuerung
Die Risikosteuerung umfasst alle geplanten oder ergriffenen Maßnahmen zum Umgang mit den identifizierten und analysierten Risiken. Eine der wichtigsten – impliziten – Anforderungen der SolvV ist die einheitliche Bezugsgröße „Kreditnehmer“, auf die der Steuerungsprozess zu fokussieren ist. Ausdrücklich und ausführlich geregelt sind dann indes die Ratingverfahren und -prozesse, die eine Klassifizierung der Kreditnehmer in bestimmte Risikokategorien vorschreiben. Diese Risikoklassen werden sodann mit abgestuften Ausfallwahrscheinlichkeiten versehen. Anhand der ermittelten Ausfallwahrscheinlichkeiten lassen sich dann die gesamten Kreditrisiken aufteilen in verschiedene Ratingstufen, wobei die Institute im Rahmen der Steuerung auch darauf abzielen, die Anteile der schlechter bewerteten Risiken am Gesamtportfolio zu vermindern.

### Überwachung
Die Überwachung von Kreditrisiken erfolgt in einem weiteren Schritt durch ein umfassendes Instrumentarium quantitativer Kenngrößen und Messinstrumente. Einige Instrumente sind auf mehrere Risikoarten anwendbar, andere wiederum müssen auf die Charakteristika bestimmter Risikokategorien zugeschnitten sein.
- Limitsteuerung:

Jedem Schuldner und jeder Risikogruppe ist ein risiko-orientiertes Kreditlimit (maximal zulässige Höhe der Kredite) zuzuordnen, dessen Höhe und Laufzeit sich nach dem individuellen Kreditrating bemisst. Auf diese Weise gibt es Kreditlimite für einzelne Kreditnehmer und Kreditnehmergruppen (Kreditnehmereinheit), Branchen, sonstige Kreditnehmergruppen mit einheitlicher positiver Korrelation und Länderlimite. Diese Limite können durch Sublimite noch verfeinert werden.
- Ökonomisches Kapital (englisch Economic Capital):

ist eine Messgröße zur Ermittlung der Höhe des erforderlichen Eigenkapitals, das extreme unerwartete Verluste aus dem Kreditportfolio aufzufangen imstande sein muss. Mit „extrem“ wird ein Konfidenzniveau von mindestens 99,5 % beim ermittelten ökonomischen Kapital bezeichnet. Dies bedeutet, dass die innerhalb eines Jahres auftretenden unerwarteten Verluste mit einer Wahrscheinlichkeit von 99,5 % oder mehr durch Eigenkapital abgedeckt sind.
- erwarteter Verlust (englisch Expected Loss):

Der erwartete Verlust misst auf der Basis historischer Verlustdaten den hypothetischen Verlust, der innerhalb eines Jahres aus Kreditrisiken zu erwarten ist. Zwecks Ermittlung des erwarteten Verlusts aus dem Kreditrisiko werden Kreditratings, Kreditlaufzeiten und Kreditsicherheiten berücksichtigt, um den Risikogehalt des Kreditportfolios zu messen. Deshalb eignet sich diese Kennzahl zur Messung des Kreditrisikos. Die Berechnungsergebnisse können auch zur Ermittlung der Wertberichtigungen für Kreditausfälle im Jahresabschluss verwendet werden.
- Stresstests:

Die Messung und Bewertung der Kreditrisiken kann um Stresstests erweitert werden. Hiermit kann der Einfluss von hypothetischen Änderungen der wirtschaftlichen Rahmenbedingungen auf das gesamte oder einen Teil des Kreditportfolios simuliert werden. Dadurch werden auch die sich hieraus ergebenden Änderungen im Hinblick auf die Ratingveränderungen des Kreditportfolios und somit auf die Kernkapitalquote eines Kreditinstituts sichtbar. Mit Hilfe von Stresstests sollen auch potenzielle Gefährdungen oder Konzentrationen aufgedeckt werden.

## Auswirkungen auf die Kreditgewährung
Die bankaufsichtsrechtlich geforderte Risikotragfähigkeit von Kreditinstituten zielt auf den Schutz der Einleger und deren Geldanlagen ab. Risikotragfähigkeit in diesem Sinne bedeutet die maximal mögliche Belastbarkeit des Eigenkapitals eines Kreditinstituts durch eintretende Verluste aus den eingegangenen Risiken.
Das zur Erhaltung dieser Risikotragfähigkeit vorhandene bankaufsichtsrechtliche Instrumentarium, an dem sich letztlich die Risikosteuerung der einzelnen Kreditinstitute orientiert, wirkt allerdings prozyklisch. Bei konjunkturell rezessiven Phasen oder einzelwirtschaftlichen Krisen ihrer Kreditnehmer reduzieren die Kreditinstitute tendenziell ihre Kredite und selektieren vorsichtiger bei neuen Kreditgewährungen, weil sie ratingbedingt mehr Eigenmittel unterlegen müssen und durch steigende Kreditrisiken höhere Kreditausfälle zu befürchten haben. In diesen Fällen sinkt die Kernkapitalquote der Institute bereits durch Ratingherabstufungen bei ihren Kreditnehmern, ohne dass es zu neuen Kreditgewährungen gekommen ist. Damit verstärken sie möglicherweise den konjunkturellen Abwärtstrend; umgekehrt gilt dies auch für Aufschwungphasen.

## Wirtschaftliche Aspekte
In der Bankbetriebslehre werden drei Arten des Eigenkapitals unterschieden, das bilanzielle Eigenkapital, das regulatorische Eigenkapital und das ökonomische Kapital. Bilanzielles Eigenkapital ist der Buchwert der Bilanzposition „Eigenkapital“ in der Bankbilanz, regulatorisches das nach § 10 KWG und § 10a KWG sowie Basel III zu ermittelnde Eigenkapital einschließlich Kapitalpuffer und ohne Geschäfts- oder Firmenwert. „Als ökonomisches Kapital bezeichnet man die Gesamtheit der Risikodeckungspotenziale, die mindestens vorgehalten werden muss, um selbst dann, wenn die vorab definierte Maximalbelastungssituation eintreten sollte, solvent zu bleiben“.
Die meisten international tätigen Banken verwenden heute als Grundlage ihrer Kapitalsteuerung auch beim Kreditrisiko das ökonomische Kapital, das letztlich die maximale Risikofreude eines Kreditinstituts im Kreditgeschäft reflektiert.